# أحمد بوعنز
أحمد أبو عنز (بالإنجليزية: Ahmed Abo Anz)‏؛ مواليد 16 نوفمبر 1996 في السعودية، هو لاعب كرة قدم سعودي.

## مسيرة اللاعب
لعب سابقاً لنادي الفتح ونادي العيون.